# Державна друкарня Угорщини
Державна друкарня Угорщини (угор. Állami Nyomda) — одна з найбільших, за обсягом виручки, друкарень Угорщини та східної Центральної Європи, що випускають продукцію з елементами захисту. Компанія раніше виробляла класичну поліграфічну продукцію. На сьогоднішній день в фокусі її діяльності перебувають продукція і документів з захистом, виробництво і персоналізація пластикових карток, електронне архівування та здійснення у великих обсягах ділового листування. З 2005 року статутний пакет акцій компанії котирується на Будапештській фондовій біржі.

## Історія
Попередницею державної друкарні автономного угорського уряду, створеного після пакту між Угорщиною і династією Габсбургів в 1867 році, вважається дочірнє підприємство Віденської державної друкарні, яке було засноване в місті Темешвар австрійським урядом після придушення революції 1848—1849 років.
Друкарня розпочала свою діяльність на початку 1851 року і стала однією з найбільших установ в місті, що вже мало в своєму розпорядженні на той час розвинений друкарський сектор. У 1868 році, з повним парком устаткування і значним штатом фахівців, друкарня переселилася в урядовий квартал Будайської фортеці, близько до міністерств, для задоволення потреб угорського уряду в державно-управлінських бланках. У той час управління Угорської королівської кадастрової літографної друкарні і Картографічним архівом перебували у віданні Міністерства фінансів, яке з 1868 року друкувало і розмножувало кадастрові обміри та карти, які є основою земельних податків. У 1869 році уряд ухвалив рішення про об'єднання цих двох друкарень, так як для Міністерства фінансів стало необхідно налагодити власне виробництво дуже важливих для них гербових марок. З об'єднанням і розвитком друкарні вважалися багатими на всі необхідні умови швидкого, надійного і секретного (до опублікування) виробництва як гербових марок, так і інших бланків, необхідних для функціонування державного управління та державного казначейства.
Офіційно нова установа стала іменуватися Угорською королівською державною друкарнею.